# San Carlos City, Pangasinan

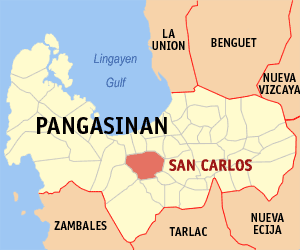
San Carlos Citys läge i Pangasinan

San Carlos City är en stad i norra Filippinerna och ligger i provinsen Pangasinan, Ilocosregionen. 154 264 invånare (folkräkning 1 maj 2000).
Staden är indelad i 86 smådistrikt, barangayer, varav 71 är klassificerade som landsbygdsdistrikt och 15 som tätortsdistrikt.

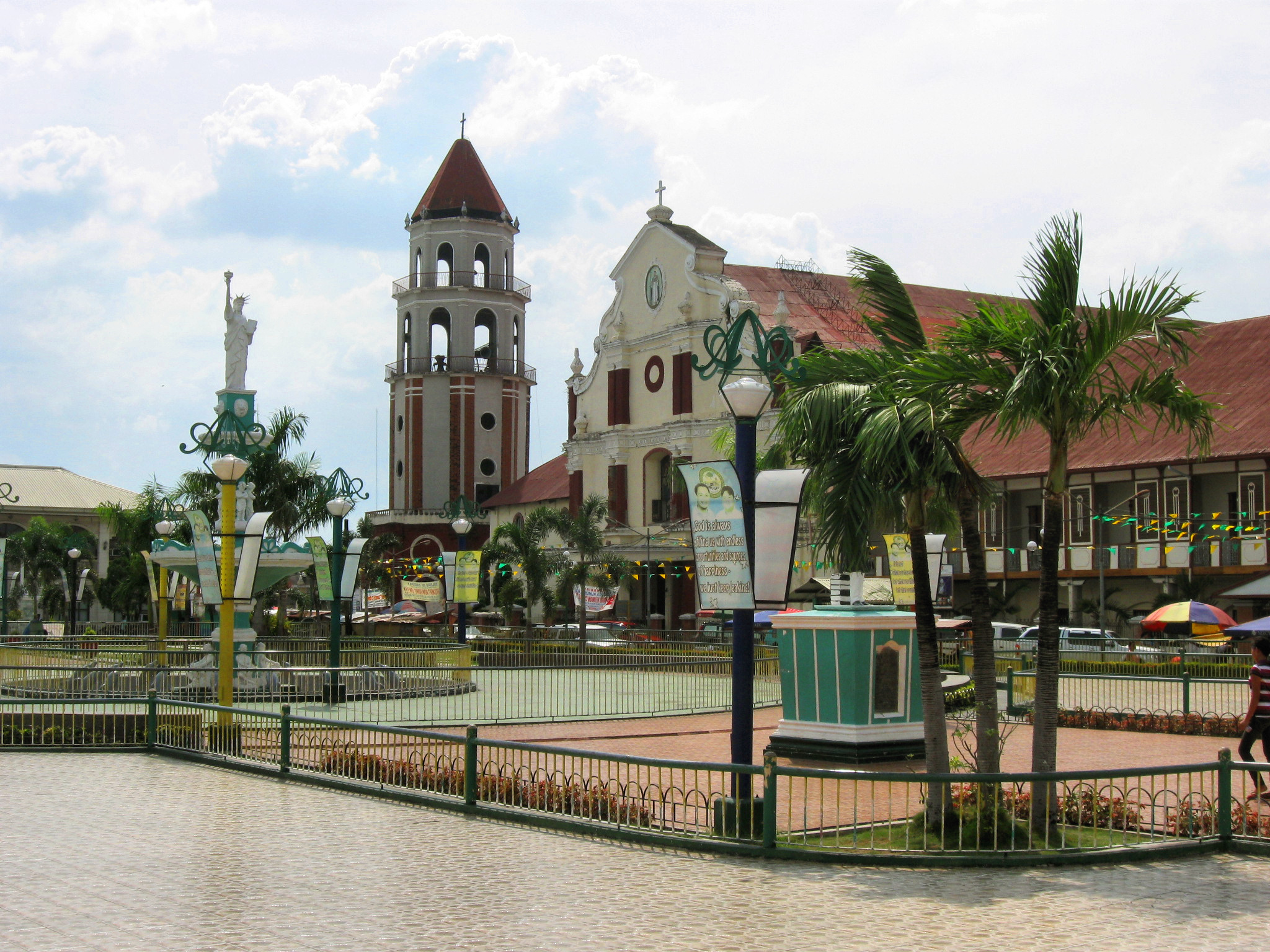
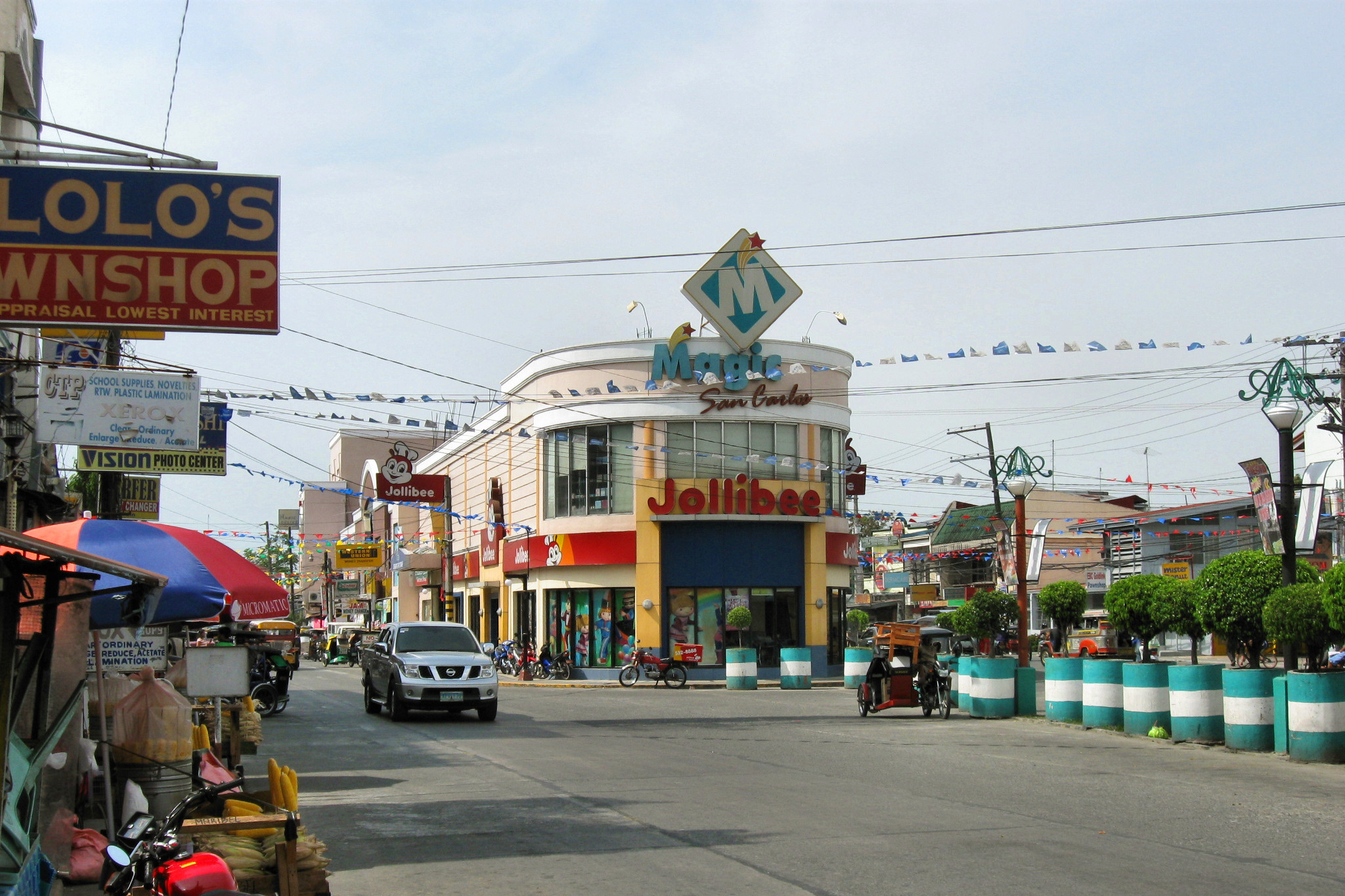
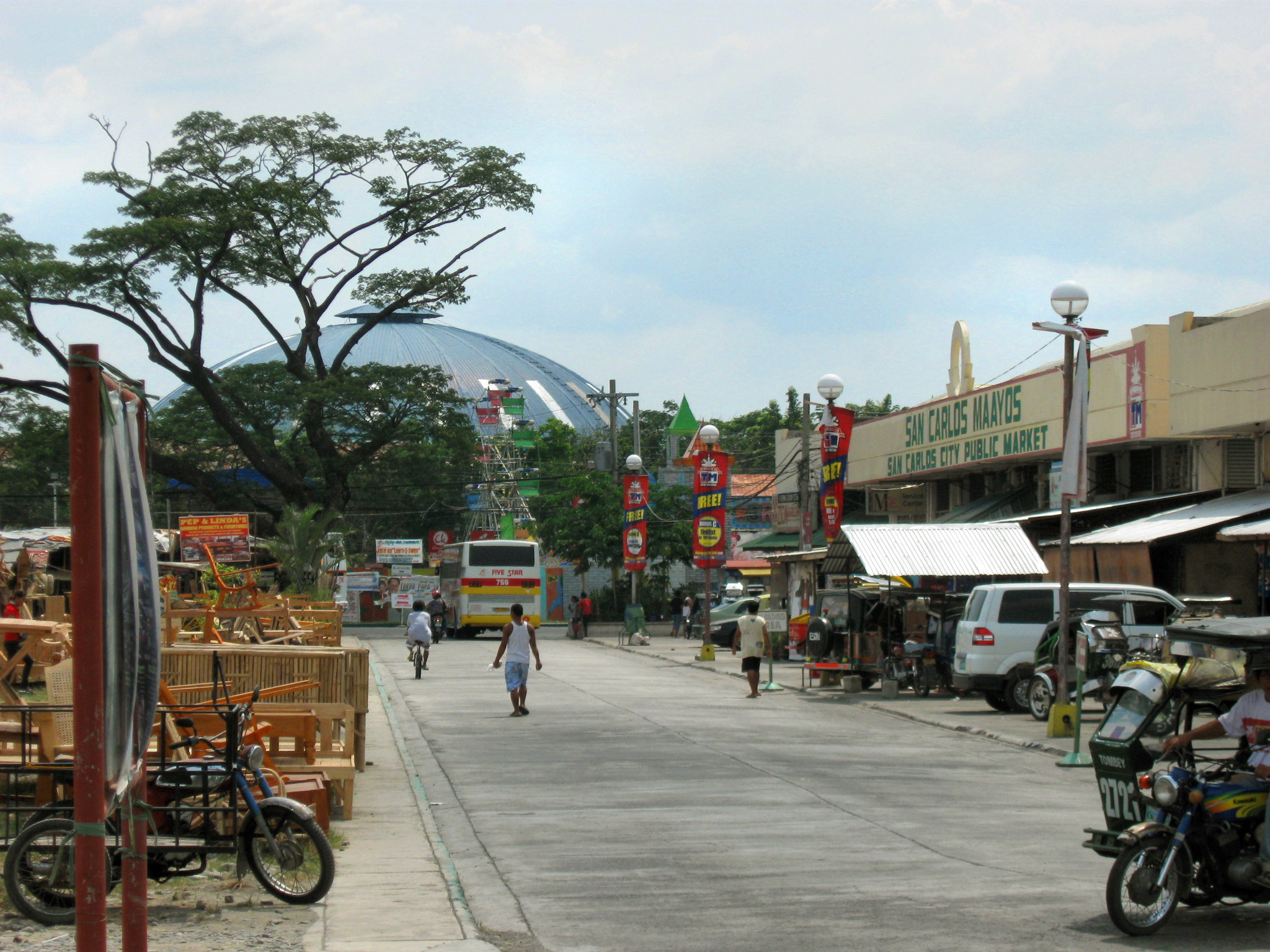